# Jan Van den Bergh
Jan Van den Bergh (Bonheiden, 2 ottobre 1994) è un calciatore belga, difensore del Júbilo Iwata.

## Carriera
Il 24 luglio 2020 viene acquistato a titolo definitivo dalla squadra belga del Beerschot VA.

## Statistiche

### Presenze e reti nei club
Statistiche aggiornate al 7 agosto 2021.
| Stagione        | Squadra         | Campionato      | Campionato | Campionato | Coppe nazionali | Coppe nazionali | Coppe nazionali | Coppe continentali | Coppe continentali | Coppe continentali | Altre coppe | Altre coppe | Altre coppe | Totale | Totale |
| Stagione        | Squadra         | Comp            | Pres       | Reti       | Comp            | Pres            | Reti            | Comp               | Pres               | Reti               | Comp        | Pres        | Reti        | Pres   | Reti   |
| --------------- | --------------- | --------------- | ---------- | ---------- | --------------- | --------------- | --------------- | ------------------ | ------------------ | ------------------ | ----------- | ----------- | ----------- | ------ | ------ |
| 2020-2021       | Beerschot VA    | D1              | 28         | 4          | CB              | 1               | 0               |                    | -                  | -                  |             | -           | -           | 29     | 4      |
| 2021-2022       | Beerschot VA    | D1              | 3          | 0          | CB              | 0               | 0               |                    | -                  | -                  |             | -           | -           | 3      | 0      |
| Totale carriera | Totale carriera | Totale carriera | 31         | 4          |                 | 1               | 0               |                    | -                  | -                  |             | -           | -           | 32     | 4      |